# Julian Jerzy Fischer-Drauenegg
Julian Jerzy Fischer-Drauenegg (ur. 30 marca 1896 we Lwowie, zm. ?) – major kawalerii Wojska Polskiego.

## Życiorys
Syn Juliana. Urodził się 30 marca 1896 we Lwowie. W czasie I wojny światowej walczył w szeregach Pułku Piechoty Nr 55. W czasie służby w c. i k. Armii awansował w korpusie oficerów piechoty na stopień: podporucznika ze starszeństwem z 18 sierpnia 1915 i porucznika ze starszeństwem z 1 maja 1917.
W 1918 został przyjęty do Wojska Polskiego. Uczestniczył w wojnie z bolszewikami. 1 czerwca 1921 roku pełnił służbę w III batalionie kolejowym, a jego oddziałem macierzystym był 2 pułk kolejowy. 3 maja 1922 został zweryfikowany w stopniu kapitana ze starszeństwem z dniem 1 czerwca 1919 i 47. lokatą w korpusie oficerów kolejowych, a jego oddziałem macierzystym był nadal 2 pułk wojsk kolejowych. W 1923 pełnił służbę w Wojskowym Wydziale Kolejowym w Poznaniu, pozostając oficerem nadetatowym 3 pułku kolejowym w Poznaniu. W następnym roku, w tym samym pułku, był dowódcą 2. kompanii VI baonu kolejowego.
W grudniu 1924 został przeniesiony do korpusu oficerów kawalerii w stopniu rotmistrza ze starszeństwem z dniem 1 czerwca 1919 i 283,5 lokatą z równoczesnym wcieleniem do 15 pułku ułanów. W lipcu 1929 został przeniesiony macierzyście do kadry oficerów kawalerii z równoczesnym przeniesieniem służbowym do Brygady Kawalerii „Poznań” w Poznaniu na stanowisko oficera sztabu. W marcu 1931 został ponownie przeniesiony do 15 puł., a 17 grudnia tego roku awansowany na majora ze starszeństwem z 1 stycznia 1932 roku i 2. lokatą w korpusie oficerów kawalerii. W czerwcu 1933 został mianowany na stanowisko dowódcy szwadronu zapasowego 15 puł. W grudniu 1934 został przesunięty na stanowisko kwatermistrza 15 puł. 25 marca 1939 został I zastępcą dowódcy pułku.
24 sierpnia 1939, w czasie mobilizacji, został dowódcą Ośrodka Zapasowego Wielkopolskiej Brygady Kawalerii. W czasie kampanii wrześniowej był dowódcą pułku zapasowego „Kraśnik”. Po agresji ZSRR na Polskę z 17 września 1939 został aresztowany przez Sowietów. Był przetrzymywany w obozie w Starobielsku, a następnie w Obozie Jenieckim NKWD w Griazowcu. W Starobielsku skierował do Hitlera telegram gratulacyjny w związku z dniem jego urodzin, natomiast w Griazowcu należał do grupy jeńców pochodzenia niemieckiego, z których część sympatyzowała z III Rzeszą. Był też jednym z tych jeńców, którzy najbardziej zdecydowanie domagali się zgody na wyjazd do Niemiec.
Julian Fischer-Drauenegg był żonaty z Elfriede, córką Karla Strzygowskiego (1854–1910), właściciela fabryki sukna w Leszczynach, i Antoinette (Antoniy) Tichy (1865–1930).

## Odznaczenia
- Srebrny Krzyż Zasługi (17 marca 1930)[27],
- Krzyż Zasługi Wojskowej 3 klasy z dekoracją wojenną i mieczami[28],
- Srebrny Medal Zasługi Wojskowej Signum Laudis z mieczami na wstążce Krzyża Zasługi Wojskowej[28],
- Brązowy Medal Zasługi Wojskowej Signum Laudis z mieczami na wstążce Krzyża Zasługi Wojskowej[28],
- Krzyż Wojskowy Karola[28].